# Sophira concinna
Sophira concinna är en tvåvingeart som beskrevs av Walker 1856. Sophira concinna ingår i släktet Sophira och familjen borrflugor. Inga underarter finns listade i Catalogue of Life.